# Royaume berbère d'Aoudaghost
IXe siècle – Xe siècle
Le royaume berbère d'Aoudaghost est un État dans l'histoire de la Mauritanie qui a existé du IXe siècle au Xe siècle. Il cohabite en Afrique de l'Ouest avec l'Empire du Ghana. Il est dominé par des Berbères sanhadja de la tribu des Lemtouna et possède une vocation commerciale transsaharienne. Le royaume d'Aoudaghost est vassalisé par l'Empire du Ghana au Xe siècle.